# Santiago Open 1981
Il Santiago Open 1981 è stato un torneo di tennis giocato sulla terra rossa. È stata la 4ª edizione del Santiago Open che fa del Volvo Grand Prix 1981. Si è giocato a Santiago in Cile dal 23 al 29 novembre 1981.

## Campioni

### Singolare
Hans Gildemeister hanno battuto in finale  Andrés Gómez con il punteggio di 6–4 7–5

### Doppio
Hans Gildemeister /  Andrés Gómez hanno battuto in finale  Ricardo Cano /  Belus Prajoux con il punteggio di 6–2, 7–6